# Чишма (Балтачевський район)
Чишма́ (рос. Чишма, башк. Шишмә) — присілок у складі Балтачевського району Башкортостану, Росія. Входить до складу Верхньоянактаєвської сільської ради.
Населення — 152 особи (2010; 168 у 2002).
Національний склад:
- башкири — 63 %
- татари — 36 %

В присілку народився Герой Соціалістичної Праці Шаріпов Асхан Шаріпович (1927-2004).